# Ubon Ratchathani
Ubon Ratchathani er en by i det østlige Thailand med et indbyggertal (pr. 2000) på cirka 107.000. Byen er hovedstad i en provins af samme navn og ligger ved bredden af Mun-floden.
Byen ligger i Mueang Ubon Ratchathani (Thai: เมืองอุบลราชธานี) som er hoved-distrikt (Amphoe Mueang) i Ubon Ratchathani-provinsen.

## Historie
Under Vietnamkrigen var Ubon Ratchathani base for en stor del af de amerikanske luftoperationer.
15°13′N 104°51′Ø / 15.217°N 104.850°Ø